# Богаевская, Ольга Борисовна
О́льга Бори́совна Богае́вская (25 октября 1915 (по другим данным 27 октября [9 ноября]), Петроград, Российская империя — 30 ноября 2000, Санкт-Петербург, Российская Федерация) — русская (советская) художница, живописец и график, член Санкт-Петербургского Союза художников (до 1992 года — Ленинградской организации Союза художников РСФСР).

## Биография
Ольга Борисовна Богаевская родилась 25 октября 1914 года в Петрограде в семье учёного-археолога и историка искусств Б. Л. Богаевского. В 1931—1932 годах занимается в Художественно-промышленном техникуме у Д. Е. Загоскина.
В 1934 году поступила на живописное отделение Ленинградского института живописи, скульптуры и архитектуры. Занималась у Сергея Приселкова, Михаила Фёдорова, Михаила Бернштейна, Генриха Павловского. В 1940 году оканчивает институт по мастерской Александра Осмёркина с присвоением звания художника живописи. Дипломная работа — картина «Встреча подруги» (находится в Научно-исследовательском музее Академии художеств в Санкт-Петербурге). В 1940 году выходит замуж за сокурсника — художника Глеба Савинова. Их счастливый семейный и творческий союз продлился шестьдесят лет, сын Дмитрий (род. 1942) — археолог.
В 1940—1941 годах преподавала живопись в Средней художественной школе при Ленинградском институте живописи, скульптуры и архитектуры имени И. Е. Репина. Постоянная участница выставок ленинградских художников с конца 1940-х годов. Талантливый колорист. Ведущие темы творчества — детский портрет, натюрморт в интерьере и экстерьере. Работы 1950—1960-х годов выдвинули Богаевскую в число ведущих ленинградских живописцев. Среди произведений, созданных художницей, картины «Завтрак», «Суворовцы» (обе 1947), «Юные натуралисты» (1948), «Братья Ульяновы» (1950), «Голубок», «Мирный сон» (обе 1951), «В школу» (1953), «Цветы. Натюрморт», «Натюрморт с клубникой», «Девочки» (все 1956), «Девочка с куклами», «В саду», «Жаркий день» (все 1957), «Натюрморт» (1959), «Яблоки», «Интерьер», «Гости», «Портрет дочери» (все 1960), «Подснежники», «Натюрморт» (обе 1961), «Портрет Р. Солуяновой» Архивная копия от 6 марта 2016 на Wayback Machine, «Портрет сына», «Натюрморт с апельсинами» (все 1962), «Сын», «Девочки», «Натюрморт с чёрной смородиной», «Жасмин. Натюрморт» (все 1964), «Женский портрет», «Натюрморт с мандолиной» (обе 1965), «Свадьба» (1967), «Натюрморт с шампурами» (1969), «Розы», «На даче», «Натюрморт с подносом» (все 1972), «Федя» (1973), «У моря» (1975), «Катя с куклой», «Натюрморт с птичкой» (обе 1976), «Катя» (1978), «Игра в шашки», «Детский праздник» (1980), «Банки на солнце» (1981), «Весна», «Под тентом» (обе 1990) и другие. В 1989—1992 годах работы Богаевской с успехом были представлены на выставках и аукционах русской живописи L' Ecole de Leningrad во Франции.
Скончалась 30 ноября 2000 года в Санкт-Петербурге на 86-м году жизни.
Произведения О. Б. Богаевской находятся в Государственном Русском музее в Петербурге, в Государственной Третьяковской галерее в Москве, в музеях и частных собраниях в России, Испании, Финляндии, КНР, Японии, Великобритании, Франции и других странах.

## Выставки
- 1960 год (Ленинград): Выставка произведений ленинградских художников 1960 года.
- 1960 год (Ленинград): Выставка произведений ленинградских художников.
- 1961 год (Ленинград): Выставка произведений ленинградских художников 1961 года.
- 1964 год (Ленинград): Ленинград. Зональная выставка.
- 1967 год (Москва): Советская Россия. Третья Республиканская художественная выставка.
- 1971 год (Ленинград): Наш современник. Каталог выставки произведений ленинградских художников 1971 года.
- 1975 год (Ленинград): Наш современник. Зональная выставка произведений ленинградских художников.
- 1975 год (Москва): Советская Россия. Пятая республиканская выставка.
- 1976 год (Москва): Изобразительное искусство Ленинграда.
- 1977 год (Ленинград): Выставка произведений ленинградских художников, посвящённая 60-летию Великого Октября.
- 1980 год (Ленинград): Зональная выставка произведений ленинградских художников.
- 1991 год (Париж): Выставка «Русские шедевры».